# The Process of Weeding Out
The Process of Weeding Out è il quinto EP del gruppo hardcore punk statunitense Black Flag, pubblicato nel 1985. Il disco è interamente strumentale e simile al lato B di Family Man.

## Tracce
- Tutte le tracce scritte da Greg Ginn, eccetto dove indicato.

1. Your Last Affront – 9:39
2. Screw the Law – 2:24
3. The Process of Weeding Out – 9:58
4. Southern Rise (Ginn/Roessler/Stevenson) – 5:00

## Formazione[2]
- Greg Ginn - chitarra, produttore
- Kira Roessler - basso
- Bill Stevenson - batteria, produttore
- David Tarling - produttore, ingegneria del suono
- Raymond Pettibon - grafica di copertina, illustrazioni